# WrestleWar 1990
WrestleWar 1990: Wild Thing si svolse il 25 febbraio 1990 presso il Greensboro Coliseum di Greensboro (Carolina del Nord). Si trattò di un evento di wrestling in pay-per-view prodotto dalla World Championship Wrestling (WCW) sotto l'egida della National Wrestling Alliance (NWA).

## Evento
Il main event dello show avrebbe dovuto essere il match tra Ric Flair e Sting con in palio l'NWA World Heavyweight Championship, ma Sting si infortunò qualche settimana prima dell'evento durante Clash of the Champions X: Texas Shootout. Sting venne quindi sostituito da Lex Luger nel match contro Flair. A sua volta, Luger avrebbe dovuto difendere la cintura di NWA United States Heavyweight Champion contro "Dr. Death" Steve Williams, ma l'incontro fu cancellato. Il match d'apertura vide la sconfitta dei Dynamic Dudes (Shane Douglas & Johnny Ace) con Kevin Sullivan & Buzz Sawyer, e si trattò dell'ultima volta in assoluto nella quale Douglas ed Ace lottarono insieme in coppia. Lo Chicago Street Fight Match tra The Road Warriors (Hawk & Animal) e The Skyscrapers vide "The Masked Skyscraper" sostituire Dan Spivey come partner di Mark Callous, a causa di un infortunio di Spivey. The Masked Skyscraper era Mike Enos mascherato, all'epoca dello show, Enos deteneva l'AWA World Tag Team Championship nella federazione rivale American Wrestling Association (AWA), insieme a Wayne Bloom.

## Risultati
| N. | Match | Stipulazione                                                 | Durata |
| -- | --- | ------------------------------------------------------------ | ------ |
| 1  | Buzz Sawyer & Kevin Sullivan sconfiggono The Dynamic Dudes (Johnny Ace & Shane Douglas)                                                   | Tag team match                                               | 10:15  |
| 2  | Norman the Lunatic sconfigge Cactus Jack (con Kevin Sullivan)                                                                             | Single match                                                 | 09:33  |
| 3  | The Rock 'n' Roll Express (Ricky Morton & Robert Gibson) sconfiggono The Midnight Express (Bobby Eaton & Stan Lane) (con Jim Cornette)    | Tag team match                                               | 19:31  |
| 4  | The Road Warriors (Animal & Hawk) (con Paul Ellering) sconfiggono The Skyscrapers (Mark Callous & The Masked Skyscraper) (con Teddy Long) | Chicago Street Fight match                                   | 04:59  |
| 5  | Brian Pillman & Tom Zenk (c) sconfiggono The Freebirds (Jimmy Garvin & Michael Hayes)                                                     | Tag team match per i NWA United States Tag Team Championship | 24:32  |
| 6  | The Steiner Brothers (Rick Steiner & Scott Steiner) (c) sconfiggono Arn Anderson & Ole Anderson                                           | Tag team match per i NWA World Tag Team Championship         | 16:05  |
| 7  | Ric Flair (c) (con Woman) sconfigge Lex Luger (con Sting) per conteggio fuori dal ring                                                    | Single match per il NWA World Heavyweight Championship       | 38:08  |